# Marcus Aurelius Scaurus
Ne doit pas être confondu avec Marcus Aemilius Scaurus.
Marcus Aurelius Scaurus est un homme politique de la République romaine, consul suffect pour l'an 108 av. J.-C. Il meurt contre les Cimbres dans des combats précédents le désastre romain d'Arausio en 105.

## Famille
Il est membre de la famille plébéienne des Aurelii.

## Biographie
Il est peut-être triumvir monétaire en 118. L'année suivante, il est probablement questeur.
Il est préteur au plus tard en 111 selon les dispositions de la lex Villia.
Un certain Hortensius est élu consul avec Servius Sulpicius Galba aux élections de mi-109 pour l'année suivante, 108, mais il est jugé et condamné avant de prendre ses fonctions, probablement pour corruption électorale. Marcus Aurelius Scaurus est nommé à sa place et prend ses fonctions avec Sulpicius Galba au 1er janvier.
Il sert peut-être en Gaule sous le consul Quintus Servilius Caepio .
En l'an 105, il est légat du consul Cnaeus Mallius Maximus,. Aurelius Scaurus est défait par les Cimbres dans un combat d'avant-garde près de Vienne précédant la bataille d'Arausio, et il est fait prisonnier. Il s'efforce de les faire renoncer au projet de passer les Alpes et de pénétrer en Italie, en leur disant que les Romains ne peuvent être vaincus,. Scaurus est égorgé par le roi cimbre Boiorix,. Cnaeus Mallius Maximus, impressionné par cette mort, attend les renforts du proconsul Quintus Servilius Caepio, mais celui-ci refuse toujours d'être dans le même camp que lui et de coopérer. Le consul subit une grave défaite à la bataille d'Arausio, face aux Cimbres, aux Teutons et à leurs alliés Gaulois. Plus de 80 000 romains y sont tués.